# Джезуальдо (опера)
«Джезуа́льдо» (нем. Gesualdo) — опера в семи картинах с прологом и эпилогом русско-немецкого композитора А. Г. Шнитке по либретто Рихарда Блетшахера. Создана в 1993 году по заказу Венской государственной оперы. Мировая премьера состоялась 26 мая 1995 года в Венской опере под управлением М. Л. Ростроповича.

## История создания
В жизни Шнитке судьбоносное значение сыграла Вена. Именно там будущий композитор решил заниматься музыкой, и именно поэтому с готовностью откликнулся на заказ Венской оперы по созданию сочинения для музыкального театра.
Клавир в обработке Марка-Аврелия Фороса (Marc-Aurel Floros) вышел в 1995 году в Гамбурге в немецком нотоиздательстве «Сикорский» (Sikorski). В 2000 году Эрнст Мерцендорфер сделал обновлённую версию сочинения, внеся редакторские правки по упрощению сложных мелодических линий в партиях главных персонажей и заполнению пустот между картинами музыкальным материалом из оперы.

## Краткое содержание
Опера длится около 2 часов. Действие происходит в Неаполе в конце XVI столетия между 1586 и 1590 годами.

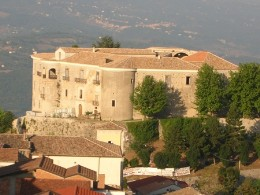
Замок Джезуальдо

Согласно волеизъявлению семейного совета, князь Венозы дон Карло Джезуальдо женится на красавице кузине доне Марии д’Авалос, которая, несмотря на свою молодость, уже дважды была в браке и дважды осталась вдовой. «Меланхолический мечтатель» Карло всецело отдаёт себя занятиям музыкой — игре на лютне и сочинительству. Кроме этого его интересуют только охота и строительство собственного замка в Джезуальдо.
Во время проведения весенних праздников Мария влюбляется в брата своего первого мужа — Фабрицио, герцога Андрии из знатного рода Карафа, женатого на доне Маддалене. Вскоре их любовные чувства перестают быть тайной. Общественное мнение обязывает дона Карло восстановить честь своего рода. Ради спасения жизни Марии Фабрицио упрашивает порвать отношения, но Мария настаивает, чтобы он открыто принял её любовь. Карло тщетно пытается обрести спокойствие в музыке. Идя на верную смерть, любовники встречаются в последний раз, так как знают, что Джезуальдо нанял убийц. Служанка Марии спасается бегством с ребёнком госпожи. Свидетели убийства вынуждены поведать о случившемся на исповеди. Джезуальдо покидает Неаполь и укрывается в своём замке. Но ему не даёт покоя нескончаемый плач ребёнка, чертами лица напоминающий Фабрицио. Дон Карло отказывается верить заверениям служанки, что это его ребёнок, и склоняется к мысли о его смерти.

## Действующие лица
В опере занят 21 персонаж, один из которых по замыслу композитора остался без вокальной партии. Исполнение предназначено для 3 баритонов, 2 меццо-сопрано, 3 теноров, 3 сопрано, 3 басов при участии 5 исполнителей мадригалов.
| Роль                                       | Тип голоса | Исполняли на премьере Дирижёр: Мстислав Ростропович |
| ------------------------------------------ | ---------- | --------------------------------------------------- |
| Дон Карло Джезуальдо, князь Венозы         | баритон    | Петер Вебер (Peter Weber)                           |
| Дона Мария д’Авалос Джезуальдо, жена князя | сопрано    | Грасиела Арайя (Graciela Araya)                     |
| Дон Фабрицио Карафа, любовник доны Марии   | тенор      | Джон Дики (John Dickie)                             |
| Дона Маддалена Карафа, жена Фабрицио       | сопрано    | Адрианна Печонка                                    |
| Кардинал Альфонсо Джезуальдо               | бас        | Рудольф Мацола (Rudolf Mazzola)                     |
| Дон Джулио Джезуальдо                      | баритон    | Готфрид Хорник (Gottfried Hornik)                   |
| Дона Свева д’Авалос, мать Марии            | контральто | Гертруда Ян (Gertrude Jahn)                         |

## Постановки
- 1995 — 26 мая мировая премьера «Джезуальдо» в Венской государственной опере в исполнении хора и оркестра Венской оперы под управлением Мстислава Ростроповича[3][6]. В. Н. Холопова указывала дату первого показа 25 мая[4], но в тот день в Венской опере давали «Богему»[9].
  - 2004 — 22 декабря там же возобновлена постановка с иным составом исполнителей[10] и с некоторыми отклонениями от изначального либретто.
- 2000 — 23 ноября впервые в России концертное исполнение в Большом зале Московской консерватории Государственной академической симфонической капеллой под управлением Валерия Полянского[11]. Оригинальное либретто на русский язык перевёл Алексей Парин[4][8].

## Записи
Запись оперы была произведена на премьере в Вене 26 мая 1995 года.

## Комментарии
1. ↑  Зарубежные источники указывают год создания 1993, у В. Н. Холоповой, некоторых других отечественных авторов, и также на сайте британского нотоиздательства Boosey & Hawkes — 1994 год. Смотрите: Gesualdo (1994) (англ.). Boosey & Hawkes. Дата обращения: 11 июня 2017. Архивировано 3 марта 2016 года..